# Hans Bauszus
Hans Bauszus (* 15. August 1871 in Forsthaus Steinspring, Kreis Friedeberg (Neumark); † 3. Juli 1955 in Bad Mergentheim) war ein deutscher SS-Brigadeführer.
Im Alter von 20 Jahren trat Hans Bauszus in den preußischen Militärdienst ein, er war Adjutant im Hauptquartier der kaiserlichen Schutztruppe Südwestafrika und Artillerie-Stabsoffizier, als 1914 der Erste Weltkrieg ausbrach. Zum 1. Januar 1932 trat er der NSDAP bei (Mitgliedsnummer 843.238). 1931 war er bereits in die SS (SS-Nummer 16.471) eingetreten, in der er zunächst Untersturmführer war. 1933 stieg er zum Hauptsturmführer und Sturmbannführer sowie noch im selben Jahr zum SS-Standartenführer auf. Am 20. April 1936 wurde er im 65. Lebensjahr zum SS-Oberführer befördert. Er gehörte damals zum Stab des Reichsführers SS. Am 12. September 1937 wurde er zum SS-Brigadeführer befördert und war als solcher später im Kolonialpolitischen Amt der NSDAP tätig.

## Auszeichnungen
- SS-Ehrendegen
- SS-Ehrenring
- Hanseatenkreuz (Hamburg)